# グウェンドリン・ライセット
グウェンドリン・ライセット（英語: Gloria Gwendolyn Lycett、1880年9月19日 - 1954年5月6日）は、イギリス出身のフィギュアスケート選手（女子シングル）。1908年ロンドンオリンピックイギリス代表。

## 主な戦績
| 大会/年      | 1906-07 | 1907-08 | 1911-12 |
| ------------ | ------- | ------- | ------- |
| オリンピック |         | 5       |         |
| 世界選手権   | 5       |         | 4       |